# Der Marsch (Roman)

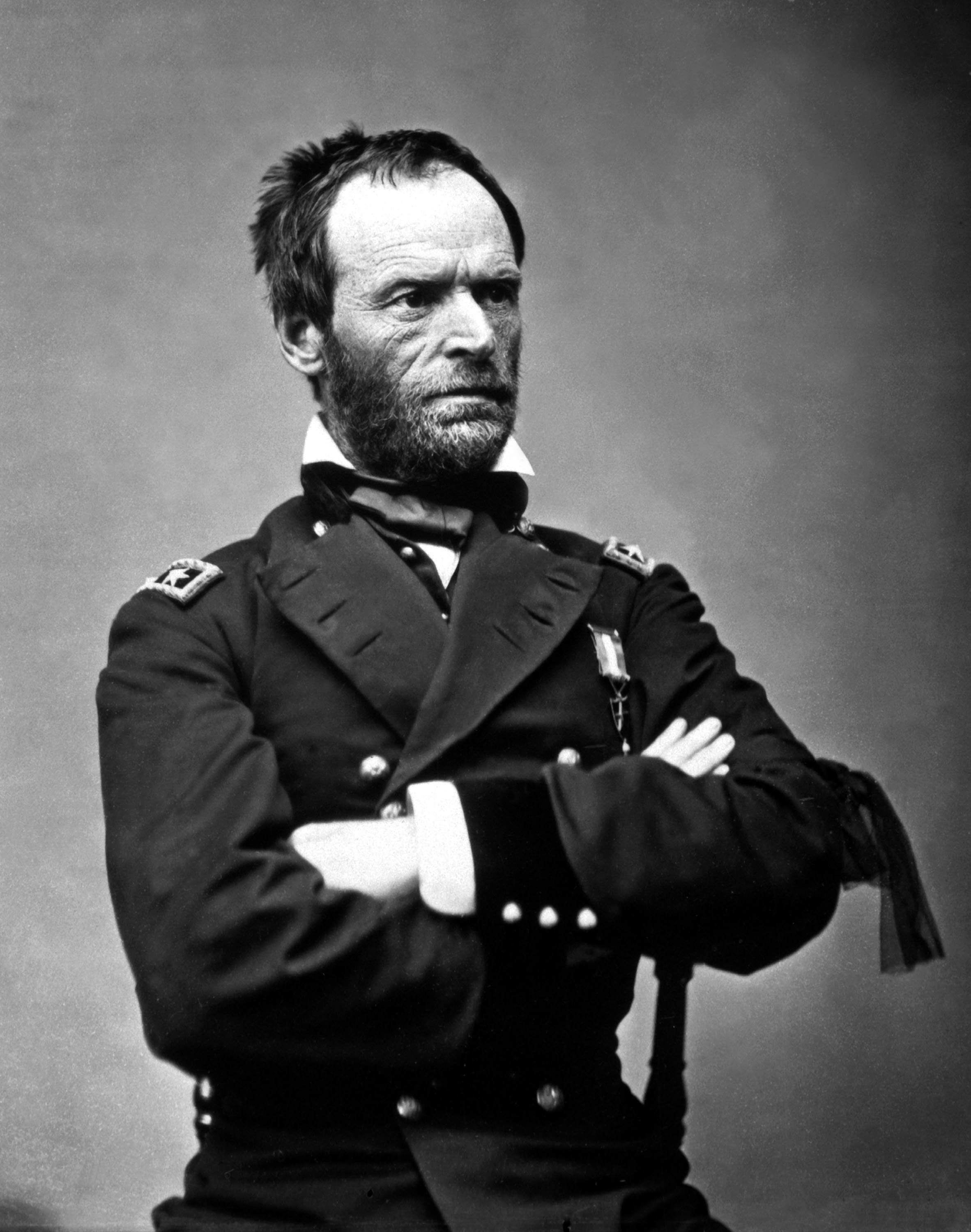
William Tecumseh Sherman (1865)

Der Marsch (engl. Originaltitel: The March) ist ein 2005 erschienener historischer Roman des US-amerikanischen Schriftstellers E. L. Doctorow. Er schildert den oft als „Shermans Marsch zum Meer“ betitelten Feldzug, den die Nordstaaten-Armee unter General William Tecumseh Sherman 1864, in der Endphase des Amerikanischen Bürgerkriegs, durch die Südstaaten Georgia, South und North Carolina unternahm. Das von der Kritik positiv aufgenommene Werk wurde mit dem National Book Critics Circle Award und dem PEN/Faulkner Award ausgezeichnet und erschien 2007 in deutscher Übersetzung von Angela Praesent. Doctorow hatte den National Book Critics Award bereits zuvor für seinen Roman Billy Bathgate erhalten.

## Romanhandlung
Der Roman hat keine Hauptperson, sondern schildert mit häufigen Wechseln der Erzählperspektive Chaos und Barbarei des Krieges in mehreren Handlungssträngen, deren Träger unterschiedliche, vom Bürgerkrieg betroffene Menschen sind: Soldaten, Deserteure und Plünderer beider Seiten, befreite und entlaufene Sklaven, die sich der Unionsarmee anschließen, fliehende ehemalige Sklavenhalter, Kriegsberichterstatter und Fotografen sowie schließlich General Sherman selbst, der Protagonist des modernen Krieges. Der Autor schildert die alles verwüstende Gewalt militärischer Konflikte im Industriezeitalter, die niemanden, weder Soldaten noch Zivilisten, unversehrt lässt. Doctorow weist aber auf das Paradoxon hin, dass selbst der barbarische Akt des Krieges dem Fortschritt dienen kann, etwa indem er die Befreiung der Sklaven in den Südstaaten bewirkt. Das Werk wurde daher von der Kritik auch als „antipazifistischer Antikriegsroman“ bezeichnet.

## Kritik
Die Berliner Zeitung lobt 2007 insbesondere den Erzählstil im Roman als „organisch, virtuos und rhythmisch“. Für den Rezensenten ist Doctorow immer noch „ein Meister des Synkopierens und Swingens und der bedeutsamen Tempovariation, die den Leser erst überrascht, um sich schon in der nächsten Leseminute als Signal einer neuen Sicht auf die Dinge zu zeigen. Anführungszeichen gibt es keine in diesem Buch; durch die wörtliche Rede fließt der Text ebenso geschmeidig hindurch wie durch die unablässigen Perspektivwechsel“. Das Fazit lautet: „Der Marsch ist ein großes, kunstvolles Werk; kunstvoll nicht zuletzt in der Weise, in der es uns jede Hoffnung auf ein sicheres moralisches Urteil verdirbt.“
In der Buchkritik der Berliner Morgenpost 2007 heißt es: „Der Roman liest sich wie ein Literatur gewordenes Historiengemälde. Am einen Ort wird gekämpft, am andern gestorben, hier gerastet, dort gehurt, und im Hintergrund brennen Häuser. Manche Bildausschnitte erinnern an Filme wie Vom Winde verweht oder Ride with the Devil, andere führen Daguerrotypien aus der Zeit vor Augen: die ernsten Mienen, die steifen Posen der Fotografierten. Dieses Treibgut von Bildern aus 150 Jahren kennt Doctorow, arbeitet damit, stellt Szenarien in neues Licht, zurrt Fäden auf, wendet die Stoffe und quiltet daraus die kunstvolle Flickendecke eines Ungeheuers.“
Der Tagesspiegel betont in seiner Kritik 2007 die gelungene Erzählweise des Romans: „Doctorow erzählt aus vielen Perspektiven und wählt dabei hauptsächlich die Totale oder die Nahaufnahme. In der Totalen geht der Einzelne im Kollektiv auf, in der Nahaufnahme wird er zur Wunde. [...] Seine Kunst besteht darin, nichts ausufern zu lassen. Bei aller epischen Gefechts- und Operationsbeschreibung hält Doctorow die Zügel des Erzählens so kurz, dass der Sog und die vorwärtstreibende Spannung nie nachlassen. Großartig, wie er aus diesem Strom einzelne Köpfe auftauchen lässt, die prustend Atem schöpfen, gegen andere stoßen, in die nächste Szene verwickelt werden, um dann für fünfzig Seiten wieder unterzutauchen.“
Die Süddeutsche Zeitung schreibt 2010 in ihrer Rezension: „Beeindruckend wuchtig liest sich die Situation bei Doctorow - und läuft doch nie willkürlich schlachtenselig aus dem Ruder. Ein großer, sich seinen narrativen Mitteln traumwandlerisch sicherer - und von Angela Praesent mit präziser Eleganz ins Deutsche übertragener - Geschichtenerzähler ist am Werk“.

## Auszeichnungen und Nominierungen
- 2005: National Book Critics Award
- 2005: Finalist für den  National Book Award
- 2006: PEN/Faulkner-Fiction-Award
- 2006: Michael Shaara Award for Excellence in Civil War Fiction
- 2006: Finalist für den Pulitzer-Preis

## Ausgaben
- The March. A Novel. Random House, New York 2005, ISBN 0375506713
- Der Marsch. Roman. Dt. von Angela Praesent. Kiepenheuer & Witsch, Köln 2007, ISBN 978-3-462-03917-7